# Eleições legislativas de 2019 no Seixal

## Resultados Oficiais
| Partido                 | Partido                              | Votos   | %               | +/-   |
| ----------------------- | ------------------------------------ | ------- | --------------- | ----- |
|                         | Partido Socialista                   | 29 536  | 38,80 / 100,00  | 4,71  |
|                         | CDU - Coligação Democrática Unitária | 11 518  | 15,13 / 100,00  | 2,72  |
|                         | Partido Social Democrata             | 11 015  | 14,47 / 100,00  | -     |
|                         | Bloco de Esquerda                    | 8 768   | 11,52 / 100,00  | 1,82  |
|                         | Pessoas–Animais–Natureza             | 3 702   | 4,86 / 100,00   | 2,85  |
|                         | CDS – Partido Popular                | 2 124   | 2,79 / 100,00   | -     |
|                         | CHEGA!                               | 1 753   | 2,30 / 100,00   | Novo  |
|                         | LIVRE                                | 920     | 1,21 / 100,00   | 0,21  |
|                         | Iniciativa Liberal                   | 845     | 1,11 / 100,00   | Novo  |
|                         | Outros (com menos de 1,00%)          | 3 054   | 4,02 / 100,00   |       |
| Votos Inválidos         | Votos Inválidos                      | 2 892   | 3,80 / 100,00   | 0,29  |
| Total                   | Total                                | 76 127  | 100,00 / 100,00 |       |
| Eleitorado/Participação | Eleitorado/Participação              | 139 487 | 54,58 / 100,00  | 4,20  |
| Fonte                   | Fonte                                | [ 1 ]   | [ 1 ]           | [ 1 ] |

## Resultados por Freguesia
Os resultados seguintes referem-se aos partidos que obtiveram mais de 1,00% dos votos:
| Freguesia                                | %     | %     | %     | %     | %    | %    | %    | %    | %    | Votantes |
| Freguesia                                | PS    | CDU   | PSD   | BE    | PAN  | CDS  | CH   | L    | IL   | Votantes |
| ---------------------------------------- | ----- | ----- | ----- | ----- | ---- | ---- | ---- | ---- | ---- | -------- |
| Amora                                    | 41,26 | 15,12 | 14,28 | 10,77 | 4,59 | 2,54 | 1,91 | 1,17 | 0,92 | 21 544   |
| Corroios                                 | 38,68 | 12,91 | 16,47 | 11,93 | 4,97 | 3,08 | 2,12 | 1,22 | 1,17 | 24 008   |
| Fernão Ferro                             | 38,45 | 10,20 | 17,01 | 12,38 | 4,91 | 3,44 | 2,95 | 1,05 | 1,21 | 9 455    |
| Seixal, Arrentela e Aldeia de Paio Pires | 36,58 | 19,87 | 11,25 | 11,42 | 5,00 | 2,42 | 2,62 | 1,31 | 1,19 | 21 120   |
| Seixal                                   | 38,80 | 15,13 | 14,47 | 11,52 | 4,86 | 2,79 | 2,30 | 1,21 | 1,11 | 76 127   |

#### Amora
| Partido                 | Partido                              | Votos  | %               | +/-  |
| ----------------------- | ------------------------------------ | ------ | --------------- | ---- |
|                         | Partido Socialista                   | 8 888  | 41,26 / 100,00  | 5,13 |
|                         | CDU - Coligação Democrática Unitária | 3 258  | 15,12 / 100,00  | 2,58 |
|                         | Partido Social Democrata             | 3 076  | 14,28 / 100,00  | -    |
|                         | Bloco de Esquerda                    | 2 321  | 10,77 / 100,00  | 1,90 |
|                         | Pessoas–Animais–Natureza             | 988    | 4,09 / 100,00   | 2,06 |
|                         | CDS – Partido Popular                | 548    | 2,54 / 100,00   | -    |
|                         | CHEGA!                               | 412    | 1,91 / 100,00   | Novo |
|                         | LIVRE                                | 252    | 1,17 / 100,00   | 0,26 |
|                         | Outros (com menos de 1,00%)          | 1 081  | 5,01 / 100,00   |      |
| Votos Inválidos         | Votos Inválidos                      | 720    | 3,34 / 100,00   | 0,25 |
| Total                   | Total                                | 21 544 | 100,00 / 100,00 |      |
| Eleitorado/Participação | Eleitorado/Participação              | 41 766 | 51,58 / 100,00  | 4,45 |

#### Corroios
| Partido                 | Partido                              | Votos  | %               | +/-  |
| ----------------------- | ------------------------------------ | ------ | --------------- | ---- |
|                         | Partido Socialista                   | 9 287  | 38,68 / 100,00  | 3,54 |
|                         | Partido Social Democrata             | 3 954  | 16,47 / 100,00  | -    |
|                         | CDU - Coligação Democrática Unitária | 3 099  | 12,91 / 100,00  | 1,66 |
|                         | Bloco de Esquerda                    | 2 864  | 11,93 / 100,00  | 1,62 |
|                         | Pessoas–Animais–Natureza             | 1 194  | 4,97 / 100,00   | 2,92 |
|                         | CDS – Partido Popular                | 739    | 3,08 / 100,00   | -    |
|                         | CHEGA!                               | 508    | 2,12 / 100,00   | Novo |
|                         | LIVRE                                | 292    | 1,22 / 100,00   | 0,13 |
|                         | Iniciativa Liberal                   | 281    | 1,17 / 100,00   | Novo |
|                         | Outros (com menos de 1,00%)          | 864    | 3,61 / 100,00   |      |
| Votos Inválidos         | Votos Inválidos                      | 926    | 3,85 / 100,00   | 0,23 |
| Total                   | Total                                | 24 008 | 100,00 / 100,00 |      |
| Eleitorado/Participação | Eleitorado/Participação              | 42 491 | 56,50 / 100,00  | 5,00 |

#### Fernão Ferro
| Partido                 | Partido                              | Votos  | %               | +/-  |
| ----------------------- | ------------------------------------ | ------ | --------------- | ---- |
|                         | Partido Socialista                   | 3 635  | 38,45 / 100,00  | 4,79 |
|                         | Partido Social Democrata             | 1 608  | 17,01 / 100,00  | -    |
|                         | Bloco de Esquerda                    | 1 171  | 12,38 / 100,00  | 0,24 |
|                         | CDU - Coligação Democrática Unitária | 964    | 10,20 / 100,00  | 2,67 |
|                         | Pessoas–Animais–Natureza             | 464    | 4,91 / 100,00   | 3,10 |
|                         | CDS – Partido Popular                | 325    | 3,44 / 100,00   | -    |
|                         | CHEGA!                               | 279    | 2,95 / 100,00   | Novo |
|                         | Iniciativa Liberal                   | 114    | 1,21 / 100,00   | Novo |
|                         | LIVRE                                | 99     | 1,05 / 100,00   | 0,16 |
|                         | Outros (com menos de 1,00%)          | 403    | 4,27 / 100,00   |      |
| Votos Inválidos         | Votos Inválidos                      | 393    | 4,16 / 100,00   | 0,19 |
| Total                   | Total                                | 9 455  | 100,00 / 100,00 |      |
| Eleitorado/Participação | Eleitorado/Participação              | 16 219 | 58,30 / 100,00  | 4,34 |

#### Seixal, Arrentela e Aldeia de Paio Pires
| Partido                 | Partido                                         | Votos  | %               | +/-  |
| ----------------------- | ----------------------------------------------- | ------ | --------------- | ---- |
|                         | Partido Socialista                              | 7 726  | 36,58 / 100,00  | 5,70 |
|                         | CDU - Coligação Democrática Unitária            | 4 197  | 19,87 / 100,00  | 3,98 |
|                         | Bloco de Esquerda                               | 2 412  | 11,42 / 100,00  | 2,68 |
|                         | Partido Social Democrata                        | 2 377  | 11,25 / 100,00  | -    |
|                         | Pessoas–Animais–Natureza                        | 1 056  | 5,00 / 100,00   | 2,96 |
|                         | CHEGA!                                          | 554    | 2,62 / 100,00   | Novo |
|                         | CDS – Partido Popular                           | 512    | 2,42 / 100,00   | -    |
|                         | LIVRE                                           | 277    | 1,31 / 100,00   | 0,30 |
|                         | Iniciativa Liberal                              | 252    | 1,19 / 100,00   | Novo |
|                         | Partido Comunista dos Trabalhadores Portugueses | 249    | 1,18 / 100,00   | 0,57 |
|                         | Outros (com menos de 1,00%)                     | 655    | 3,11 / 100,00   |      |
| Votos Inválidos         | Votos Inválidos                                 | 853    | 4,04 / 100,00   | 0,39 |
| Total                   | Total                                           | 21 120 | 100,00 / 100,00 |      |
| Eleitorado/Participação | Eleitorado/Participação                         | 39 011 | 54,14 / 100,00  | 3,25 |